# Piccolo Ranger
Il Piccolo Ranger è il titolo di due serie a fumetti incentrate su Kit Teller, un personaggio ideato nel 1958 da Andrea Lavezzolo e dal disegnatore Francesco Gamba; vennero edite in Italia dalle Edizioni Audace nel formato a strisce nella collana omonima e in seguito in una nuova serie nel formato bonelliano pubblicata dal 1963 al 1985. Il personaggio appartiene a una schiera di eroi adolescenti molto diffusi negli anni cinquanta e anni sessanta, come Capitan Miki, il Piccolo Sceriffo e altri, voluti così giovani per favorire la loro identificazione con i potenziali giovani acquirenti, che essendo loro coetanei, potevano rispecchiarsi nei protagonisti delle storie a fumetti. La serie presenta una propria originalità dando vita a una lunga e coinvolgente epopea a fumetti dai toni sia tragici che umoristici tra le più riuscite del genere western del periodo. La serie è stata pubblicata anche in Francia, ex-Jugoslavia, Turchia, Grecia, Spagna e Brasile.

## Biografia del personaggio
Kit Teller è il figlio di Mary Worth e Ted Moses Teller che emigrano dal Galles in cerca di fortuna negli Stati Uniti dove, una volta arrivati si inoltrano nei selvaggi territori di frontiera in cerca di un lavoro. Durante questo viaggio, al confine tra il Missouri e l'Illinois, nel 1861 nasce Kit. Otto mesi dopo la nascita di Kit la madre muore e il piccolo Kit si ammala. Salvato dagli indiani della tribù di Bisonte Rosso, Kit ed il padre rimangono per quasi un anno con gli indiani per poi ripartire per andare ad arruolarsi nei ranger e mandare Kit in un collegio dell'est. Moses diventa un ranger e ottiene dal comandante l'autorizzazione a tenere il piccolo Kit al forte in attesa che il bambino raggiunga l'età per andare in collegio.
La serie del Piccolo Ranger prende l'avvio da questo momento. Il padre di Kit durante una missione ha disertato ed è scomparso andando a vivere presso gli indiani e per tale motivo è considerato un traditore. I ranger del forte vorrebbero tenere nascosto il fatto al piccolo Kit che è comunque benvoluto. Il Piccolo Ranger vive le sue avventure in una terra selvaggia affrontando fuorilegge, indiani feroci ma anche rettili sapienti, extraterrestri o guerrieri medioevali arrivati chissà come nel nuovo mondo. Tra i personaggi che incontra, forse i più insoliti sono due mormoni, vegetariani italo-americani, Saturnino e Salvatore. Sono esperti cultori di ogni arte e scienza, dotati di strani poteri. Tra l'altro parlano con gli animali, in modo non dissimile da quanto succede nelle pagine del Tarzanide Akim. Avvisano i due Teller, padre e figlio, di guardarsi dall'acqua, nelle notti di luna piena. Tale avvertimento li salverà da diversi agguati. Al termine di ogni avventura il giovane ranger ritrova i suoi amici tra le rassicuranti mura del forte dei ranger. Fra loro la fidanzata Claretta Morning, la materna vivandiera del forte Rosa Morning, madre di Claretta, il beone Brandy Jim, il cuoco e lavandaio cinese Cin Lao, il sergente O'Hara, Denti Bill, Frankie Bellevan, Annie Quattropistole, Ibrahim Bamboula, .

## Storia editoriale
Il personaggio esordisce nella Collana Audace della omonima casa editrice di Gian Luigi Bonelli nel classico formato a strisce pubblicate in sette serie edite dal 15 giugno 1958 al 25 aprile 1971 per un totale di 328 albi.. Le sceneggiature sono di Andrea Lavezzolo e, in misura ridotta, di Guido Nolitta mentre i disegni sono di Francesco Gamba e Birago Balzano. Successivamente con gli albi non venduti l'editore ripropose la serie del Piccolo Ranger in complessive 69 raccoltine, a partire dal n. 11 della serie Supplemento alla collana Audace. Le raccoltine non hanno una periodicità ed il prezzo è di lire 100 per i primi volumetti e 120 per i restanti numeri. Dal 1963 le storie proposte nel formato a striscia nella collana Audace vennero ristampate nel formato bonelliano nella collana Nuova serie fino a pagina 55 del n. 89 quando iniziarono a essere pubblicate storie inedite del personaggio; la testata si concluse dopo 255 albi nel febbraio 1985 in cui Kit, Frankie e i loro amici, terminati i loro anni con la divisa dei Rangers, si ritirano in campagna e iniziano una nuova vita da allevatori. Il merito della longevità della serie va però attribuito anche a coloro che hanno proseguito l'opera di Andrea Lavezzolo come Decio Canzio che, pur mantenendo lo spirito della serie, rese più agile la narrazione aggiornandola al mutare dei tempi o come Giorgio Pezzin, Marcello Toninelli e lo Staff di If; da notare che Guido Nolitta scrisse l'ultima avventura della serie.
Un episodio inedito autoconclusivo dal titolo "Documento segreto" è stato pubblicato in appendice al n. 99 del Comandante Mark nella Collana Araldo. Nel mese di maggio 1992 viene pubblicato un albo speciale di 148 pagine intitolato "Il ritorno dei rangers" scritto da Mauro Boselli e disegnato da Francesco Gamba. Infine, nel 2006 l'Editoriale Mercury ha pubblicato una nuova storia inedita dal titolo "Zoltan il mago", scritta da Ermes Senzò e disegnata da Luigi Merati. A partire dal febbraio 2012, il Piccolo Ranger viene ristampato in un'edizione per le edicole dalla If Edizioni.
Elenco albi della serie "'Gli Albi del Cow-Boy - Nuova serie"
| Nr. | Titolo                         | Data di Pubblicazione |
| --- | ------------------------------ | --------------------- |
| 1   | Il Piccolo Ranger              | dicembre 1963         |
| 2   | L'indiano bianco               | gennaio 1964          |
| 3   | Il segno di Manitù             | febbraio 1964         |
| 4   | L'uomo di ferro                | marzo 1964            |
| 5   | Il padrone della folgore       | aprile 1964           |
| 6   | Mani in alto!                  | maggio 1964           |
| 7   | Sepolto vivo!                  | giugno 1964           |
| 8   | La casa del mistero            | luglio 1964           |
| 9   | Il morso del serpente          | agosto 1964           |
| 10  | Nuove reclute                  | settembre 1964        |
| 11  | La bussola stregata            | ottobre 1964          |
| 12  | Kit contro tutti!              | novembre 1964         |
| 13  | Il totem d'avorio              | dicembre 1964         |
| 14  | Il pugnale malese              | gennaio 1965          |
| 15  | Il tranello                    | febbraio 1965         |
| 16  | L'inferno verde                | marzo 1965            |
| 17  | La stella del Nord             | aprile 1965           |
| 18  | Formiche rosse                 | maggio 1965           |
| 19  | La maschera di cera            | giugno 1965           |
| 20  | Le colline proibite            | luglio 1965           |
| 21  | Azione notturna                | agosto 1965           |
| 22  | Rangers all'attacco            | settembre 1965        |
| 23  | Il Cavaliere Nero              | ottobre 1965          |
| 24  | Il terzo complice              | novembre 1965         |
| 25  | Missione compiuta              | dicembre 1965         |
| 26  | Battaglia nel canyon           | gennaio 1966          |
| 27  | Allarme al forte               | febbraio 1966         |
| 28  | Fulmine Nero                   | marzo 1966            |
| 29  | Killer Jim                     | aprile 1966           |
| 30  | L'Orda Rossa                   | maggio 1966           |
| 31  | Spari nella notte              | giugno 1966           |
| 32  | Colui che viene da Nord        | luglio 1966           |
| 33  | I negrieri dei Caraibi         | agosto 1966           |
| 34  | La cascata della morte         | settembre 1966        |
| 35  | La voce nelle tenebre          | ottobre 1966          |
| 36  | Orme sul sentiero              | novembre 1966         |
| 37  | Segnali di fumo                | dicembre 1966         |
| 38  | Bottino di guerra              | gennaio 1967          |
| 39  | L'invincibile                  | febbraio 1967         |
| 40  | La collana di smeraldi         | marzo 1967            |
| 41  | Il fantasma                    | aprile 1967           |
| 42  | Un eroe ritorna                | maggio 1967           |
| 43  | Il sospetto!                   | giugno 1967           |
| 44  | Gli avventurieri               | luglio 1967           |
| 45  | La lunga pista                 | agosto 1967           |
| 46  | La ribellione                  | settembre 1967        |
| 47  | Frontier Town                  | ottobre 1967          |
| 48  | Nel campo nemico               | novembre 1967         |
| 49  | La Banda dei Cinque            | dicembre 1967         |
| 50  | Veleno!                        | gennaio 1968          |
| 51  | Rangers in agguato             | febbraio 1968         |
| 52  | Caccia all'uomo                | marzo 1968            |
| 53  | Malatierra                     | aprile 1968           |
| 54  | Bandiera bianca                | maggio 1968           |
| 55  | La valle maledetta             | giugno 1968           |
| 56  | Old Nick                       | luglio 1968           |
| 57  | La legge di Lynch              | agosto 1968           |
| 58  | La caverna dell'oro            | settembre 1968        |
| 59  | Il cavallo d'acciaio           | ottobre 1968          |
| 60  | Guerra indiana                 | novembre 1968         |
| 61  | Tragica fine                   | dicembre 1968         |
| 62  | L'albero della morte           | gennaio 1969          |
| 63  | Il tesoro                      | febbraio 1969         |
| 64  | La valle nascosta              | marzo 1969            |
| 65  | Sulla via di Austin            | aprile 1969           |
| 66  | Ombra Rossa                    | maggio 1969           |
| 67  | L'assedio!                     | giugno 1969           |
| 68  | L'ultima beffa                 | luglio 1969           |
| 69  | Senza tregua!                  | agosto 1969           |
| 70  | Avventura in Messico           | settembre 1969        |
| 71  | Bande rivali                   | ottobre 1969          |
| 72  | Assalto a Valle Nera           | novembre 1969         |
| 73  | Il trionfo di Kit              | dicembre 1969         |
| 74  | Verso l'Irlanda                | gennaio 1970          |
| 75  | Lo spettro dello stagno        | febbraio 1970         |
| 76  | Il castello maledetto          | marzo 1970            |
| 77  | I naufragatori                 | aprile 1970           |
| 78  | L'isola in fiamme              | maggio 1970           |
| 79  | La gloriosa impresa            | giugno 1970           |
| 80  | Terra bruciata!                | luglio 1970           |
| 81  | Oro!                           | agosto 1970           |
| 82  | "El Charro"                    | settembre 1970        |
| 83  | La fine di un bandito          | ottobre 1970          |
| 84  | Il deserto non perdona         | novembre 1970         |
| 85  | Storia di un ribelle           | dicembre 1970         |
| 86  | La legione dei dannati         | gennaio 1971          |
| 87  | Silver Lake                    | febbraio 1971         |
| 88  | La regina delle tenebre        | marzo 1971            |
| 89  | La pietra della vita           | aprile 1971           |
| 90  | Quartiere cinese               | maggio 1971           |
| 91  | Le tigri del mare              | giugno 1971           |
| 92  | L'immortale                    | luglio 1971           |
| 93  | Il diabolico barone            | agosto 1971           |
| 94  | Il libro rosso                 | settembre 1971        |
| 95  | La parola di un ranger         | ottobre 1971          |
| 96  | La banda degli evasi           | novembre 1971         |
| 97  | Luna di sangue                 | dicembre 1971         |
| 98  | Il ragazzo selvaggio           | gennaio 1972          |
| 99  | Bisonte Nero                   | febbraio 1972         |
| 100 | Lost Valley (a colori)         | marzo 1972            |
| 101 | Kit è scomparso                | aprile 1972           |
| 102 | Il Grande Vecchio              | maggio 1972           |
| 103 | Nel cuore della giungla        | giugno 1972           |
| 104 | La città morta                 | luglio 1972           |
| 105 | Oltre il confine               | agosto 1972           |
| 106 | L'arma del delitto             | settembre 1972        |
| 107 | Campesinos!                    | ottobre 1972          |
| 108 | La casa sulla collina          | novembre 1972         |
| 109 | Uomini violenti                | dicembre 1972         |
| 110 | La tenda gialla                | gennaio 1973          |
| 111 | L'artiglio del mostro          | febbraio 1973         |
| 112 | Il solitario del Pecos         | marzo 1973            |
| 113 | Gli sbandati                   | aprile 1973           |
| 114 | L'oro del Sud                  | maggio 1973           |
| 115 | "Agua Blanca"                  | giugno 1973           |
| 116 | Un ranger a New York           | luglio 1973           |
| 117 | Il Fantasma dell'Opera         | agosto 1973           |
| 118 | Gli angeli giustizieri         | settembre 1973        |
| 119 | La città nella palude          | ottobre 1973          |
| 120 | Texas in fiamme                | novembre 1973         |
| 121 | Il complotto                   | dicembre 1973         |
| 122 | La banda inafferrabile         | gennaio 1974          |
| 123 | Il vulcano spento              | febbraio 1974         |
| 124 | L'iceberg della morte          | marzo 1974            |
| 125 | Nodo scorsoio!                 | aprile 1974           |
| 126 | Le mille e una trappola        | maggio 1974           |
| 127 | Il professionista              | giugno 1974           |
| 128 | La roccia nel deserto          | luglio 1974           |
| 129 | Raffica mortale                | agosto 1974           |
| 130 | Il fiume nascosto              | settembre 1974        |
| 131 | Ku Klux Klan!                  | ottobre 1974          |
| 132 | La maschera del terrore        | novembre 1974         |
| 133 | La belva umana                 | dicembre 1974         |
| 134 | A mosca cieca!                 | gennaio 1975          |
| 135 | Il terzo giustiziere           | febbraio 1975         |
| 136 | Il monaco                      | marzo 1975            |
| 137 | Riserva Apache                 | aprile 1975           |
| 138 | L'Olandese Volante             | maggio 1975           |
| 139 | La galleria della morte        | giugno 1975           |
| 140 | Destinazione Tucson            | luglio 1975           |
| 141 | La legione degli invulnerabili | agosto 1975           |
| 142 | L'incredibile duello           | settembre 1975        |
| 143 | La montagna incantata          | ottobre 1975          |
| 144 | La crociera dell'"Hispaniola"  | novembre 1975         |
| 145 | L'Isola dei Delfini            | dicembre 1975         |
| 146 | Duello sull'oceano             | gennaio 1976          |
| 147 | La perla dell'Oklahoma         | febbraio 1976         |
| 148 | Sfida infernale                | marzo 1976            |
| 149 | La febbre dell'oro             | aprile 1976           |
| 150 | La rupe della paura            | maggio 1976           |
| 151 | Il mostro del plenilunio       | giugno 1976           |
| 152 | La barriera invisibile         | luglio 1976           |
| 153 | Viaggio nella preistoria       | agosto 1976           |
| 154 | I rettili sapienti             | settembre 1976        |
| 155 | Mesa del Norte                 | ottobre 1976          |
| 156 | Tiro al bersaglio              | novembre 1976         |
| 157 | Il Dragone Nero                | dicembre 1976         |
| 158 | Il volto dell'assassino        | gennaio 1977          |
| 159 | L'ultimo agguato               | febbraio 1977         |
| 160 | Il vendicatore                 | marzo 1977            |
| 161 | Attacco al vagone postale      | aprile 1977           |
| 162 | Il segreto dell'idolo          | maggio 1977           |
| 163 | Binario morto                  | giugno 1977           |
| 164 | Sfida nella città fantasma     | luglio 1977           |
| 165 | I Cavalieri della Notte        | agosto 1977           |
| 166 | La tana del diavolo            | settembre 1977        |
| 167 | La Vedova Nera                 | ottobre 1977          |
| 168 | Infamia!                       | novembre 1977         |
| 169 | L'ultimo atto                  | dicembre 1977         |
| 170 | Winchester                     | gennaio 1978          |
| 171 | Il ragno e la mosca            | febbraio 1978         |
| 172 | Il mercante di Laredo          | marzo 1978            |
| 173 | Rintocchi di morte             | aprile 1978           |
| 174 | La spia messicana              | maggio 1978           |
| 175 | La sesta vittima               | giugno 1978           |
| 176 | Traguardo all'inferno          | luglio 1978           |
| 177 | L'imboscata                    | agosto 1978           |
| 178 | La maschera dell'odio          | settembre 1978        |
| 179 | La congiura dei potenti        | ottobre 1978          |
| 180 | Un branco di lupi              | novembre 1978         |
| 181 | Il guerriero di ghiaccio       | dicembre 1978         |
| 182 | La nave vichinga               | gennaio 1979          |
| 183 | Gli uomini condor              | febbraio 1979         |
| 184 | La miniera maledetta           | marzo 1979            |
| 185 | L'assassino è tra noi          | aprile 1979           |
| 186 | I Tre Serpenti                 | maggio 1979           |
| 187 | I prigionieri del pueblo       | giugno 1979           |
| 188 | La tempesta di fuoco           | luglio 1979           |
| 189 | Operazione Terrore             | agosto 1979           |
| 190 | Gli artigli del falco          | settembre 1979        |
| 191 | Lo Spirito dei Boschi          | ottobre 1979          |
| 192 | Sentiero di guerra             | novembre 1979         |
| 193 | Luna di morte                  | dicembre 1979         |
| 194 | Il Signore delle Stelle        | gennaio 1980          |
| 195 | L'uomo che non poteva morire   | febbraio 1980         |
| 196 | La vendetta del faraone        | marzo 1980            |
| 197 | Delitto perfetto               | aprile 1980           |
| 198 | La peste africana              | maggio 1980           |
| 199 | Lampi sul Messico              | giugno 1980           |
| 200 | Alto tradimento                | luglio 1980           |
| 201 | La febbre della palude         | agosto 1980           |
| 202 | Khubai Khan!                   | settembre 1980        |
| 203 | La fuga                        | ottobre 1980          |
| 204 | La pista dei Sioux             | novembre 1980         |
| 205 | La Valle dei Teschi            | dicembre 1980         |
| 206 | Il mistero del tempio          | gennaio 1981          |
| 207 | Tragica magia                  | febbraio 1981         |
| 208 | Il mantello nero               | marzo 1981            |
| 209 | Markus!                        | aprile 1981           |
| 210 | Per un milione di dollari      | maggio 1981           |
| 211 | Il messaggio                   | giugno 1981           |
| 212 | Un uomo da salvare             | luglio 1981           |
| 213 | L'oro di Goldstone             | agosto 1981           |
| 214 | Orrore dall'ignoto             | settembre 1981        |
| 215 | Viaggio allucinante            | ottobre 1981          |
| 216 | Lo Sparviero                   | novembre 1981         |
| 217 | Il coltello sacro              | dicembre 1981         |
| 218 | Ai confini del Texas           | gennaio 1982          |
| 219 | L'accampamento segreto         | febbraio 1982         |
| 220 | Lo stregone rosso              | marzo 1982            |
| 221 | Il genio del male              | aprile 1982           |
| 222 | Agguato nella prateria         | maggio 1982           |
| 223 | Il pirata Barbanera            | giugno 1982           |
| 224 | I naufragatori dei Caraibi     | luglio 1982           |
| 225 | L'uomo dai due volti           | agosto 1982           |
| 226 | Tre giorni per morire          | settembre 1982        |
| 227 | Malinke!                       | ottobre 1982          |
| 228 | I diavoli delle montagne       | novembre 1982         |
| 229 | La furia dei Wudog             | dicembre 1982         |
| 230 | Il terrore di Black Valley     | gennaio 1983          |
| 231 | Allarme al castello            | febbraio 1983         |
| 232 | Il villaggio dell'incubo       | marzo 1983            |
| 233 | L'ombra inafferrabile          | aprile 1983           |
| 234 | I pascoli dell'odio            | maggio 1983           |
| 235 | La trama del delitto           | giugno 1983           |
| 236 | L'impero dei Mendoza           | luglio 1983           |
| 237 | Il risveglio del dinosauro     | agosto 1983           |
| 238 | Il ribelle                     | settembre 1983        |
| 239 | Assedio al Picco Solitario     | ottobre 1983          |
| 240 | Jack lo sterminatore           | novembre 1983         |
| 241 | Duello sul treno               | dicembre 1983         |
| 242 | I morti viventi                | gennaio 1984          |
| 243 | Danza macabra                  | febbraio 1984         |
| 244 | Herr Doctor                    | marzo 1984            |
| 245 | Il sosia                       | aprile 1984           |
| 246 | Le grotte della paura          | maggio 1984           |
| 247 | Tentato omicidio               | giugno 1984           |
| 248 | Uno sporco intrigo             | luglio 1984           |
| 249 | Sangue sulla neve              | agosto 1984           |
| 250 | Senza pietà                    | settembre 1984        |
| 251 | Il re della frontiera          | ottobre 1984          |
| 252 | Il forte del disonore          | novembre 1984         |
| 253 | Lotta di spie                  | dicembre 1984         |
| 254 | L'ultima avventura             | gennaio 1985          |
| 255 | Rangers, addio!                | febbraio 1985         |